# Trabajo infantil en la producción de cacao

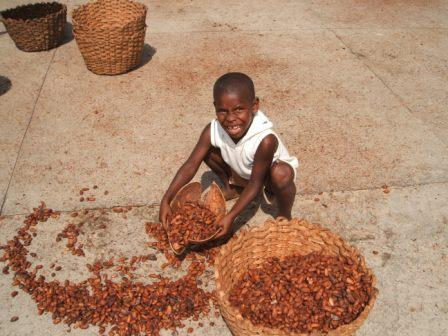
Niño recogiendo cacao después de que los granos se hayan secado.

El trabajo infantil en la producción de cacao es el uso generalizado de niños en la producción de cacao, hecho controvertido, no únicamente por las preocupaciones sobre el trabajo infantil y la explotación, sino también porque, a partir de 2015, hasta 19.000 niños que trabajan en Costa de Marfil, el mayor productor mundial de cacao, pueden haber sido víctimas de trata o esclavitud. La atención sobre este tema se ha centrado en África occidental , que en conjunto suministra el 69% del cacao del mundo, en particular Costa de Marfil, el 35%.  El treinta por ciento de los niños menores de 15 años en África subsahariana son niños trabajadores, principalmente en actividades agrícolas que incluyen el cultivo de cacao. Se estima que más de 1,8 millones de niños en África occidental están involucrados en el cultivo de cacao. Los principales productores de chocolate, como Nestlé, compran cacao en bolsas de productos básicos donde el cacao de Costa de Marfil se mezcla con otro cacao. En 2013-2014, se estima que 1,4 millones de niños de 5 a 11 años de edad trabajaban en la agricultura en áreas de cultivo de cacao, aproximadamente 800 000 de ellos realizan trabajos peligrosos, incluido el trabajo con herramientas afiladas, productos químicos agrícolas y el transporte en cargas pesadas.
Un importante estudio sobre el tema, publicado en la revista Fortune en los EE. UU. en marzo de 2016, encontró que casi 2,1 millones de niños en África occidental "todavía son parte del trabajo peligroso y físicamente exigente en la cosecha de cacao". El informe dudaba sobre si la situación podía mejorarse significativamente.

## Definición de trabajo infantil
La Organización Internacional del Trabajo (OIT) define el trabajo infantil como un trabajo que «es mental, física, social o moralmente peligroso y perjudicial para los niños, e interfiere en su escolarización al privarlos de la oportunidad de asistir a la escuela, obligándoles a abandonar la escuela prematuramente o exigiéndoles que intenten combinar la asistencia a la escuela con un trabajo excesivamente largo y pesado». No todo trabajo que hacen los niños es trabajo infantil. El trabajo realizado que no sea perjudicial para la salud, el desarrollo o la escolaridad de los niños es beneficioso porque permite que los niños desarrollen habilidades, adquieran experiencia y los preparen para puestos futuros; estos no son considerados trabajo infantil.
Las peores formas de trabajo infantil, relacionadas con la producción de cacao, son utilizar a los niños como esclavos o en cautiverio por deudas, traficarlos y obligarlos a realizar trabajos peligrosos, que incluye el uso de maquinaria o herramientas peligrosas, el transporte manual pesado de cargas, trabajando con agentes peligrosos o trabajando largas horas.

## Estadísticas de producción y consumo

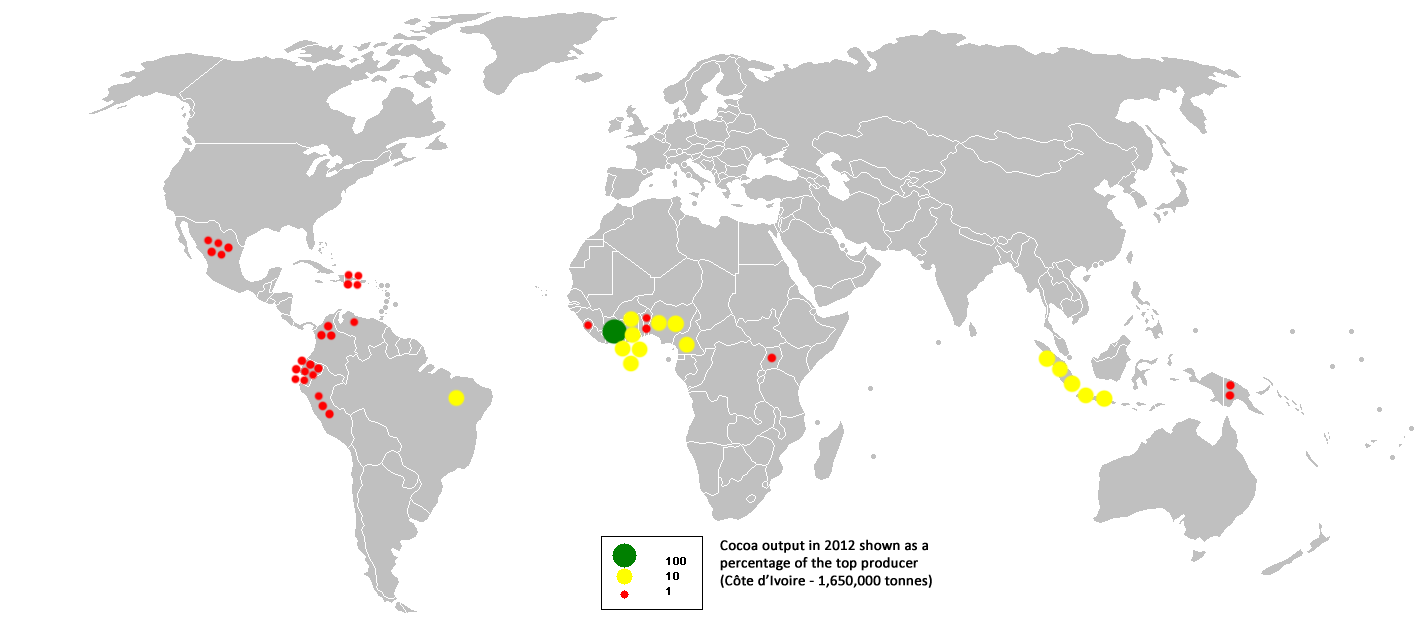
Producción de cacao en grano en 2012.

En Ghana, la industria del cacao comenzó a finales del siglo XIX,  y en Costa de Marfil a principios del siglo XX. Ghana se convirtió en el mayor productor de cacao del mundo en 1910. En 1980, Costa de Marfil superó a Ghana como el mayor productor. En ambos países, la mayoría de las fincas son pequeñas y familiares. Se espera que los miembros de la familia, incluidos los niños, trabajen en las granjas.
En el año de crecimiento del 2008 al 2009 —que va de octubre a septiembre—,) se produjeron 3,54 millones de toneladas de granos de cacao. Las naciones africanas produjeron 2,45 millones de toneladas (69 %), Asia y Oceanía 0,61 millones de toneladas (17 %) y las Américas 0,48 millones de toneladas (14 %). Dos naciones africanas, Costa de Marfil y Ghana, producen más de la mitad del cacao del mundo, con 1,23 y 0,73 millones de toneladas respectivamente —35 % y 21 %, respectivamente—.
Se utilizan diferentes métricas para el consumo de chocolate. Los Países Bajos tienen la mayor cantidad monetaria de importaciones de cacao en grano (2100 millones de dólares); También es uno de los principales puertos de Europa.  Los Estados Unidos tienen la mayor cantidad de importaciones de cacao en polvo ($ 220 millones); además tienen una gran cantidad de productos complementarios del cacao.  El Reino Unido tiene la mayor cantidad de chocolate al por menor (1300 millones) y es uno de los mayores mercados de consumo de chocolate per cápita.

## Niños en la cosecha y el procesamiento del cacao

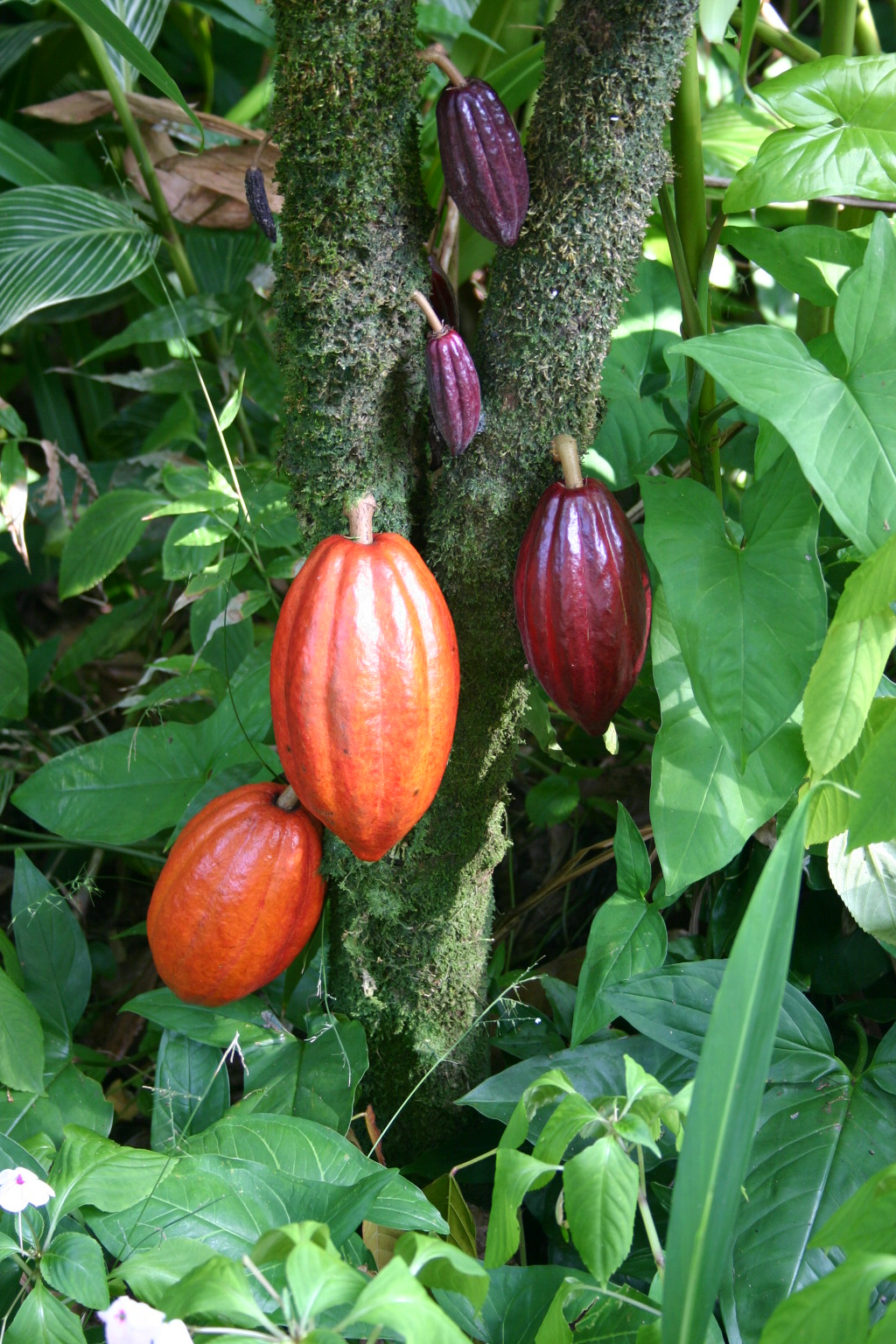
Mazorcas de cacao en diversas etapas de maduración.

Los árboles de cacao son tratados con pesticidas y fungicidas. La cosecha de cacao no está restringida a un período por año y ocurre durante un período de varios meses en todo el año. Las vainas se cosechan varias veces durante la temporada de cosecha porque no todas maduran a la vez. La maduración de las vainas se juzga por su color, y las maduras se recolectan del tronco y de las ramas del árbol de cacao con un cuchillo curvo sobre un palo largo. Las vainas se abren y los granos húmedos se eliminan. Estos granos se transportan a una instalación para que puedan fermentar y secarse.
Muchas de estos trabajos podrían ser peligrosas cuando las realizan niños, según la OIT. Mezclar y aplicar productos químicos puede ser peligroso debido a la contaminación por pesticidas, especialmente porque no se usa ropa protectora durante la aplicación.  La limpieza de la vegetación y la recolección de vainas pueden ser peligrosas porque estas tareas a menudo se realizan con machetes, que pueden causar heridas. Esta habilidad es parte del desarrollo normal en niños de 15 a 17 años, pero representan un riesgo mayor en niños más pequeños. Muchos tienen heridas en sus piernas donde se han cortado. El transporte de los granos húmedos también puede ser peligroso debido a las largas distancias de transporte y las cargas pesadas; se pueden producir hernias y lesiones físicas. El director del fondo Save the Children describió a «niños pequeños que cargan 6 kilogramos de sacos de cacao tan pesados, para ellos, que tienen heridas en los hombros».
El año 2002, el Instituto Internacional de Agricultura Tropical investigó la prevalencia del trabajo infantil en la industria del cacao. Encontraron 284.000 niños trabajando en condiciones peligrosas en África Occidental. De estos, 153.000 eran niños que aplicaban pesticidas sin equipo de protección, otros recogían vainas y las abrían para obtener los granos de cacao; El 64% de los niños eran menores de 14 años y el 40% de los niños eran niñas. Los niños a menudo comenzaban a trabajar a las 6 a. m., trabajaban 12 horas al día y eran golpeados regularmente.

## Educación de los niños trabajadores
Los niños trabajadores tienen menos probabilidades de asistir a la escuela. Se les mantiene fuera de la escuela porque las familias necesitan su ayuda en las granjas, y los días laborales de 12 horas, hacen que sea difícil asistir a la escuela. En Costa de Marfil, el 34 por ciento de los niños en las fincas de cacao asistía a la escuela, en comparación con el 64 por ciento de los niños que no trabajaban en las granjas. Solo el 33 por ciento de los niños de trabajadores inmigrantes del cacao asistían a la escuela, mientras que el 71 por ciento de los niños locales asistían a la escuela.

## Condiciones de trabajo
Los ingresos de la industria del cacao para los pequeños productores de cacao no son estables porque cuando el precio de mercado del cacao es bajo, el precio que se paga a cada eslabón en la industria disminuye y los productores de cacao que producen productos crudos obtienen muy poco en la cadena. Para mantener bajo el costo del cacao, los productores de cacao buscan la mano de obra más barata para obtener ganancias. En África, un trabajador de cacao solo puede ganar menos de 2 dólares por día, lo que está por debajo de la línea de pobreza. Los trabajadores infantiles entre las edades de 12 a 15 años en la industria del cacao trabajan tanto como un trabajador adulto, pero se les paga menos que a los trabajadores adultos. Los productores de café también prefieren a los niños trabajadores porque los niños domesticados son más respetuosos y más fáciles de controlar en comparación con los trabajadores adultos. Una encuesta realizada por el Departamento de Trabajo de Estados Unidos indica que en 2005, el 92 por ciento de los niños de entre 5 y 15 años de edad participaron en trabajos de carga pesada en la industria del cacao, lo que puede causar heridas abiertas. Los niños trabajadores también se enfrentan a un castigo físico que incluye la retención de comidas y las palizas, cuando no pueden cumplir con las expectativas laborales o tratar de escapar.

## Esclavitud y trata de niños
En 1998, UNICEF informó que los granjeros de Costa de Marfil usaban a niños esclavizados, muchos de los países vecinos. Un documental de la BBC de 2000 describía la esclavitud infantil en granjas comerciales de cacao en Costa de Marfil. En 2001, el Departamento de Estado de los Estados Unidos estimó que había 15 000 niños esclavos en las granjas de cacao, algodón y café en Costa de Marfil, y la Asociación de Fabricantes de Chocolate reconoció que la esclavitud infantil se utiliza en la cosecha del cacao.
Los migrantes malienses han trabajado durante mucho tiempo en las fincas de cacao en Costa de Marfil, pero en el año 2000 los precios del cacao bajaron a un mínimo de 10 años antes y algunos agricultores dejaron de pagar a sus empleados. Un abogado maliense tuvo que rescatar a los niños a quienes no se les había pagado durante cinco años y que fueron golpeados si intentaban huir. Los funcionarios malienses creían que 15.000 niños, algunos de ellos tan jóvenes como de 11 años, trabajaban en Costa de Marfil en 2001. Estos niños solían ser de familias pobres o de barrios marginales y se vendieron por «unos pocos dólares» para «trabajar en otros países». A los padres se les dijo que los niños encontrarían trabajo y enviarían dinero a casa, pero una vez que los niños salían de casa, a menudo trabajaban en condiciones similares a la esclavitud.  En otros casos, los niños que pedían comida en las estaciones de autobuses fueron captados y vendidos como esclavos.
En 2002, Costa de Marfil tenía 12 000 niños sin parientes cercanos, lo que sugiere que fueron traficados, probablemente de los países vecinos Mali, Burkina Faso y Togo. Según un estudio de muestreo de 2009, la mayoría de las personas con experiencia laboral con cacao en la infancia fueron traficadas —el 75 % de Burkina Faso y el 63 % de Mali—. La mayoría de los que fueron víctimas de la trata no tenían interacción con la policía, y únicamente el 0,5 % tenía algún contacto con instituciones que brindaban servicios sociales. Naciones de África occidental de Camerún,  Costa de Marfil, Ghana, y Mali, están en el 2009 del Departamento de Estado de los Estados Unidos en observación para el tráfico de personas, en parte debido al tráfico de niños en la producción de cacao. Burkina Faso, y Togo, están clasificados en el Nivel 2 en parte debido al tráfico para la producción de cacao.
La culpa por la esclavitud en la producción de cacao se ha pasado de un grupo a otro. Los que venden los niños a los granjeros afirmaron que no vieron esclavitud. El gobierno de Costa de Marfil acusó a los extranjeros de usar y vender esclavos, y culpó a las compañías multinacionales de chocolate por mantener bajos los precios del cacao y a los agricultores en la pobreza; afirmaba que los precios bajos obligaban a algunos agricultores a utilizar mano de obra esclava. El primer ministro de Costa de Marfil, Pascal Affi N'Guessan , dijo que el precio tendría que aumentar 10 veces para garantizar una buena calidad de vida para los agricultores y sus familias. Los agricultores que compraron esclavos culparon del costo mundial del cacao. Los proveedores de cacao afirmaron que no pueden gestionar lo que sucede en las granjas.  Las compañías de chocolate declararon que los proveedores debían proporcionar cacao que no fuera producido por esclavos. Los consumidores no sabían que su chocolate se producía utilizando mano de obra esclava.
En 2001, debido a la presión aplicada por el Congreso de Estados Unidos y los posibles boicots de Estados Unidos y el Reino Unido, los fabricantes de chocolate prometieron comenzar a eliminar el trabajo infantil forzado. En 2012, Ferrero y Marte prometieron que pondrán fin a la esclavitud del cacao para 2020.
En diciembre de 2014, el Departamento de Trabajo de los Estados Unidos, publicó un informe sobre las condiciones laborales en todo el mundo, en el que mencionó una lista de bienes producidos por trabajo infantil o trabajo forzoso a seis países —entre un total de 74— donde la industria del cacao empleaba a niños menores de edad y trabajadores contratados. Se notificaron casos de trabajo infantil en cuatro de los países incluidos en la lista: Camerún, Ghana, Guinea y Sierra Leona. Los otros —Costa de Marfil y Nigeria— recurrieron tanto al trabajo infantil como al trabajo forzado.

## Protocolo Harkin-Engel
Para combatir la esclavitud infantil en la producción de cacao, el representante de los Estados Unidos, Eliot Engel, presentó una enmienda legislativa para financiar el desarrollo de una etiqueta de «no esclavitud infantil» para los productos de chocolate vendidos en los Estados Unidos. El senador Tom Harkin propuso una adición a un proyecto de ley de agricultura para etiquetar los productos de chocolate y cacao calificados como «libres de esclavos». Fue aprobado en la Cámara de Representantes por una votación de 291–115, pero antes de ir al Senado, los fabricantes de chocolates contrataron a los exsenadores George Mitchell y Bob Dole para trabajar en su contra, y no fue a votación. En cambio, los fabricantes de chocolate llegaron a un acuerdo con los congresistas para crear el Protocolo Harkin-Engel,  para eliminar la esclavitud infantil de la industria, en julio de 2005. El acuerdo voluntario fue un compromiso de los grupos de la industria para desarrollar e implementar normas voluntarias para certificar el cacao producido sin las «peores formas de trabajo infantil» y fue firmado por los jefes de las principales compañías de chocolate, los congresistas, el embajador de Costa de Marfil y otros interesados en el trabajo infantil.
Los fabricantes de chocolates debían crear programas en África occidental para concienciar a los africanos de las consecuencias del trabajo infantil,  que evitaban que sus hijos recibieran educación y el tráfico de niños. El principal incentivo para la participación voluntaria de las empresas sería la adición de una etiqueta «libre de esclavos». La fecha límite de 2005 no se cumplió, y todas las partes acordaron una extensión de tres años del Protocolo. Esta extensión le dio a la industria del cacao más tiempo para implementar el Protocolo, incluyendo la creación de un sistema de certificación para abordar las peores formas de trabajo infantil en la mitad de las áreas de cultivo en Costa de Marfil y Ghana. Para 2008, la industria había recopilado datos para más de la mitad de las áreas, según lo requerido, pero no tenían una verificación independiente adecuada. En junio de 2008, el Protocolo se extendió hasta fines de 2010. En ese momento, la industria debía contar con certificaciones completas con verificaciones independientes.
La Unión Europea aprobó una resolución en 2012 para implementar plenamente el Protocolo Harkin-Engel y combatir el trabajo infantil en la producción de cacao. La resolución fue criticada por el Foro Internacional de los Derechos Laborales por no tener medidas legalmente vinculantes y dos importantes fabricantes de chocolate dijeron que estaban abordando el problema.

## Estudios e informes
En 2001, el informe «A Taste of Slavery: How Your Chocolate May Tainted» ganó el premio George Polk. En él se afirmaba que los traficantes prometían trabajo remunerado, vivienda y educación a los niños que fueron obligados a trabajar y sufrieron abusos graves, que algunos niños fueron retenidos por la fuerza en granjas y trabajaron hasta 100 horas por semana, y que en los intentos de fuga fueron golpeados. Citó a un antiguo esclavo: «Las palizas fueron parte de mi vida» y «cuando no ibas rápido, te golpeaban». Muchas plantaciones de cacao en Costa de Marfil utilizan trabajo forzado, y se encontró un barco cerca de África occidental que supuestamente llevaba niños esclavos.
En 2006, un estudio mostró a muchos niños trabajando en pequeñas granjas en Costa de Marfil, a menudo en granjas familiares. Se encuestó a más de 11.000 personas que trabajan en pequeñas fincas de cacao de Costa de Marfil. Un informe financiado por el Departamento de Trabajo de los Estados Unidos concluyó que «la industria y los gobiernos de Costa de Marfil y Ghana han tomado medidas para investigar el problema y están implementando proyectos que abordan los problemas identificados en el Protocolo».
En 2008, en un informe con las respuestas de Cargill y Hershey's, la revista Fortune informó que «se ha avanzado poco», y en junio de 2009, la OCDE publicó un documento de posición sobre el trabajo infantil en las granjas de cacao del oeste de África, y lanzó un sitio web sobre su Iniciativa Regional de Cacao.
Un importante informe publicado en 2015 por el Centro Payson para el Desarrollo Internacional de la Universidad de Tulane, financiado por el Departamento de Trabajo de los Estados Unidos, informó un aumento del 51% en el número de niños trabajadores (1,4 millones) en la industria del cacao en 2013-2014, en comparación con 2008-2009. Los que viven en «condiciones de esclavitud» aumentaron un 10 por ciento en el mismo período de tiempo (a 1.1 millones). El informe estimó que más de 1,4 millones de niños de 5 a 11 años de edad trabajaban en la agricultura en áreas de cultivo de cacao, aproximadamente 800.000 de ellos se dedicaban a trabajos peligrosos, incluido el trabajo con productos químicos agrícolas, el transporte de cargas pesadas y el uso de herramientas afiladas.

## Producciones de vídeo
- Serie Slavery del canal 4, 2000.[62]
- The Dark Side of Chocolate, una película documental de 2010 sobre la explotación y la trata de esclavos de niños africanos para cosechar chocolate
- Slavery: A Global Investigation, producida por True Vision of London, expone la esclavitud en las plantaciones de cacao en Costa de Marfil Vimeo[63]